# Verbka, Cecelnîk
Verbka (în ucraineană Вербка) este localitatea de reședință a comunei Verbka din raionul Cecelnîk, regiunea Vinnița, Ucraina.

## Demografie
Componența lingvistică a localității Verbka
     Ucraineană (99,26%)
     Alte limbi (0,7%)
Conform recensământului din 2001, majoritatea populației localității Verbka era vorbitoare de ucraineană (99,26%), existând în minoritate și vorbitori de alte limbi.